# Limnophila electa
Limnophila electa är en tvåvingeart som först beskrevs av Alexander 1924.  Limnophila electa ingår i släktet Limnophila och familjen småharkrankar. Inga underarter finns listade i Catalogue of Life.